# Alfred Lunt

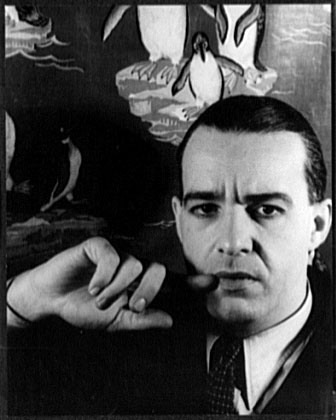
Alfred Lunt im Jahr 1932, fotografiert von Carl van Vechten

Alfred Davis Lunt Jr. (* 12. August 1892 in Milwaukee, Wisconsin; † 3. August 1977 in Chicago, Illinois) war ein US-amerikanischer Film- und Theaterschauspieler.

## Leben
Alfred Lunt, der Sohn finnischer Eltern, war bereits früh als Schauspieler tätig, und stand bereits 1903 am Broadway auf der Bühne. Nach seiner Schulausbildung knüpfte Lunt 1917 an seine Karriere als Schauspieler an. In seinen über 30 Theaterstücken entwickelte sich Lunt bald zu einem der gefragtesten Theaterschauspieler seiner Zeit, der 1959, und danach noch zwei weitere Male mit dem Tony Award ausgezeichnet wurde.
1923 stand Lunt im Filmklassiker Backbone auch erstmals vor der Filmkamera. Alles in allem war seine Filmkarriere mit etwa 9 Filmrollen relativ überschaubar. Sein nachhaltig erfolgreichster Film war das 1931 produzierte Filmdrama The Guardsman, für das Lunt 1932 für den Oscar als Bester Hauptdarsteller nominiert wurde.
Im Mai 1926 heiratete Lunt die Schauspielerin Lynn Fontanne. Die beiden, die in über 20 Theaterstücken gemeinsam auf der Bühne standen, gelten noch heute als das erste Schauspielerehepaar der Geschichte. Sie gründeten 1958 das Lunt-Fontanne Theatre in New York City, in dem am 5. Mai 1958 mit Friedrich Dürrenmatts Der Besuch der alten Dame das erste Theaterstück zur Aufführung gebracht wurde. Lunt und Fontanne waren 55 Jahre verheiratet. Alfred Lunt starb 1977 im Alter von 84 Jahren in Chicago an Blutkrebs.

## Filmografie (Auswahl)
- 1925: Sally vom Jahrmarkt (Sally of the Sawdust)

## Sonstiges
- Auf dem Landsitz der Familie Lunt/Fontanne in Waukesha County (Wisconsin) wurde nach dem Tod Fontannes im Juli 1983 ein Theatermuseum eingerichtet.

- 1999 wurde exklusiv in New York City eine 33-Cent-Briefmarke mit dem Konterfei des Ehepaares vertrieben.

- Die wechselhafte Beziehung des Ehepaares soll als Vorbild für die Hauptfiguren im Musical Kiss Me, Kate gedient haben.

- In J. D. Salingers Roman Der Fänger im Roggen besucht Hauptfigur Holden Caulfield eine Vorstellung des Ehepaares.

## Auszeichnungen
- 1932: Oscar-Nominierung, Bester Hauptdarsteller für: The Guardsman
- 1954: Tony Award/Beste Theaterregie, für: Ondine
- 1955: Tony Award/Bester Hauptdarsteller, für: Quadrille
- 1964: Presidential Medal of Freedom
- 1970: Tony Award (Special Award)